# Jardim São Paulo (Recife)
O bairro de Jardim São Paulo integra a 5ª Região Político-Administrativa do Recife (RPA-5), a Sudoeste da cidade, formada por um total de 16 bairros.  É também um bairro de classe média e possui um médio índice de violência.

## História
No período colonial, o Recife tinha em sua área muitos engenhos. Na sua região sudoeste existia o Engenho São Paulo. Era, naquele tempo, pertencente a um conjunto de engenhos da Várzea do Capibaribe, tendo seu nome oficial como Engenho de São Paulo da Várzea do Capibaribe.
Com a mudança de atividade e declínio da plantação de cana-de-açúcar na área do Recife, os engenhos foram sendo desativados e em em volta de suas sedes apareciam áreas de urbanização. O antigo engenho foi desativado e vendido em 1920.
Os loteamentos habitacionais tomaram vulto a partir da década de 1940 
Em 3 de Junho de 1948, o presidente Eurico Gaspar Dutra e sua esposa visitaram o bairro, na época ainda um loteamento, para inaugurar a Vila Presidente Dutra, a qual passou a chamar-se Jardim São Paulo.
O bairro surgiu de um engenho-de-açúcar de mesmo nome existente naquela área, o Engenho de São Paulo, que era unidade do Engenho da Várzea, antes de se tornar um loteamento.Jardim São Paulo é um bairro dividido pelo viaduto sobre a BR 101, o qual liga a vila La Roque ao restante do bairro.
O nome "La Roque", na verdade é uma abreviação do nome do engenheiro civil Henrique La Roque, que desenhou e projetou a Vila Henrique La Roque. Inicialmente essa vila seria para os garçons do Recife, a exemplo das Vilas dos Industriários, das Lavadeiras, dos Bancários, dos Comerciários, entre outras.
Nesta vila existia uma ladeira extremamente íngreme e estreita, calçada em pedras do tipo paralelepípedo e que se chamava “Ladeira do Espinhaço da Gata”, referência para as pessoas que residiram ou que ainda moram há muitos anos nas proximidades. Já na área ocupada pelo conjunto residencial Felipe Camarão, por muitos anos permaneceram as ruínas do antigo prédio onde funcionou uma cerâmica, abastecida com barro do tipo massapê que havia no solo do local. Toda esta área, tanto da Ladeira do Espinhaço da Gata, quanto da antiga cerâmica foi aterrada, alterando a paisagem local.
A mais antiga referência comercial do bairro é a panificadora La Roque, inaugurada no final dos anos 1950. 
Nesse bairro está localizada a estação de metrô Werneck e o Terminal integrado do Barro. Estão lá também o Conjunto Residencial Felipe Camarão (vizinho aos comércios La Roque), o Residencial Vila Jardim Condomínio Club e o Residencial Torres da Liberdade. 
Conforme dados do Censo IBGE de 2010:
População Residente: 31.648 habitantes
| População por sexo |        | %     |
| Masculina          | 14.624 | 46,21 |
| Feminina           | 17.024 | 53,79 |

| População por faixa etária | hab    | %     |
| 0 – 4 anos                 | 1.838  | 5,81  |
| 5 – 14 anos                | 4.362  | 13,78 |
| 15 – 17 anos               | 1.551  | 4,9   |
| 18 – 24 anos               | 3.658  | 11,56 |
| 25 – 59 anos               | 16.230 | 51,28 |
| 60 anos e mais             | 4.009  | 12,67 |

| População por cor ou raça | %     |
| Branca                    | 42,34 |
| Preta                     | 6,95  |
| Parda                     | 49,4  |
| Amarela                   | 1,04  |
| Indígena                  | 0,27  |

Taxa de Alfabetização da População de 10 anos e mais (%)4: 94,9
Taxa Média Geométrica de Crescimento Anual da População (1991/2000): 1,99 % 